# Stadion Miejski we Wrocławiu
Stadion Miejski we Wrocławiu, znany również jako Stadion Wrocław, od 2021 ze względów marketingowych również jako Tarczyński Arena – stadion piłkarski we Wrocławiu, stanowiący własność miasta Wrocław. Jego głównym użytkownikiem jest klub piłkarski Śląsk Wrocław. Stadion był jedną z aren Euro 2012 – rozegrane na nim zostały trzy mecze fazy grupowej (w tym jeden Reprezentacji Polski – 16 czerwca). Stadion spełnia wymogi najwyższej czwartej kategorii UEFA. Największy stadion w Europie z jednopoziomowymi trybunami.
Koszt realizacji stadionu zamknął się kwotą 947 mln zł.

## Nazwa
Pierwotnie w oficjalnych dokumentach nazywany Stadionem Miejskim.  W okresie od 19 maja 2017 do 24 listopada 2021 obiekt nazywał się Stadion Wrocław. 25 listopada 2021 podpisana została sześcioletnia umowa sponsoringu tytularnego z przedsiębiorstwem Tarczyński, w wyniku której stadion zmienił nazwę na Tarczyński Arena.

## Architektura

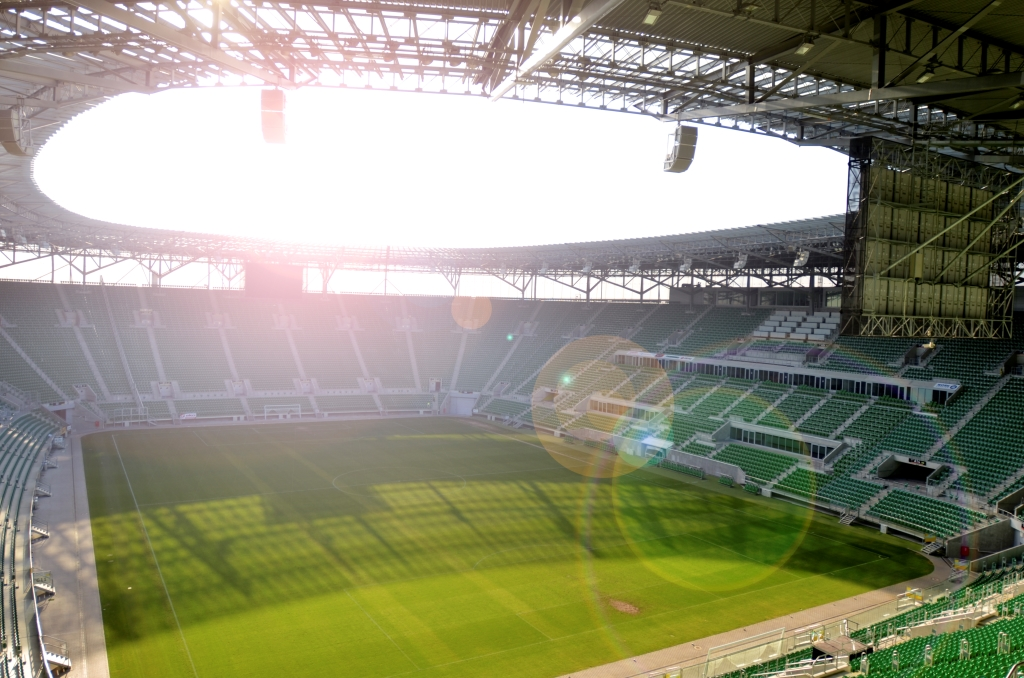
Jednopoziomowe trybuny

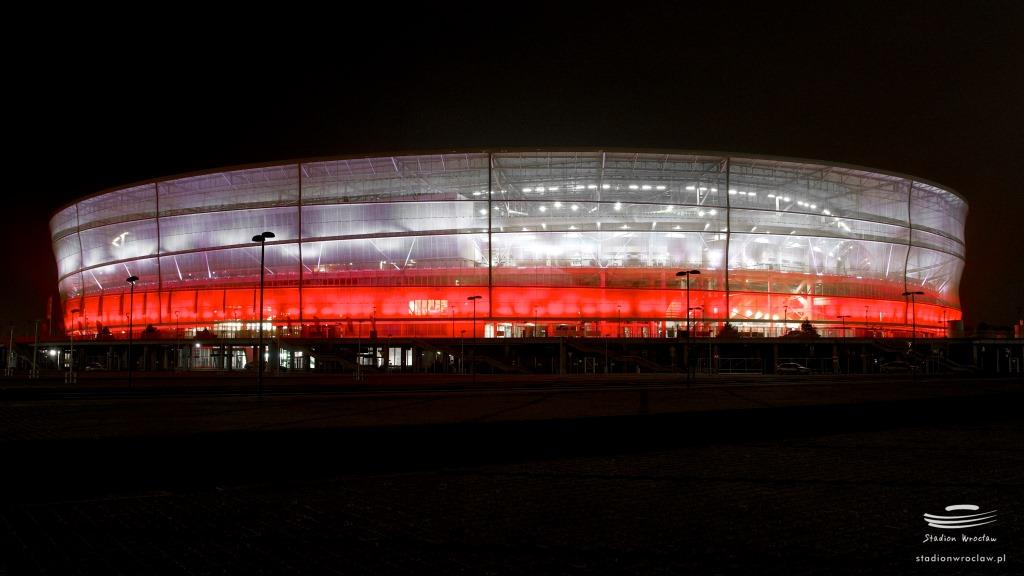
Stadion podczas testów iluminacji

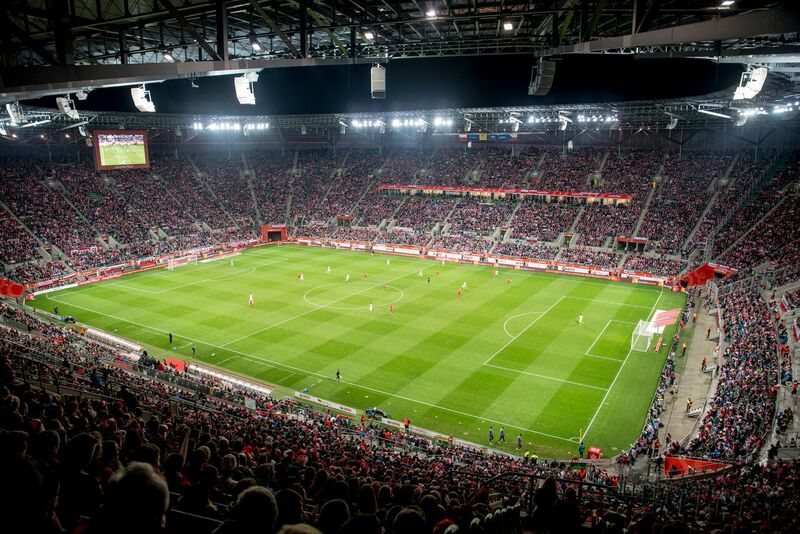
Mecz Polska - Szwajcaria

Projekt stadionu został wybrany w konkursie zorganizowanym przez Urząd Miejski Wrocławia w październiku 2007. Sąd konkursowy, w którym zasiadali architekci z Polski i zagranicy oraz urzędnicy miejscy, spośród kilkunastu zgłoszonych prac wybrał koncepcję opracowaną przez J.S.K. Architekci Sp. z o.o. Stadion zajmuje 11 ha na 21 hektarowej działce na wrocławskich Pilczycach oraz Maślicach.
Charakterystycznym elementem konstrukcji stadionu jest jego elewacja zbudowana z półprzezroczystej siatki wykonanej z włókna szklanego pokrytego teflonem. Technologia konstrukcji elewacji uległa zmianie od czasu wyboru projektu. Początkowo zaprojektowana elewacja zewnętrzna miała być w dużym stopniu uwypuklona tworząc cztery wypukłe spirale wokół bryły stadionu tak, aby jej kształt przypominał chiński lampion. Konstrukcja stadionu składa się z 4 budynków, które są połączone dwiema promenadami (na poziomach pierwszym i czwartym). Trybuny są jednopoziomowe, 56-rzędowe. Dla zwiększenia naturalnego oświetlenia dach stadionu został częściowo przeszklony – po stronie południowej na większej powierzchni niż po stronie północnej. Na dachu znajduje się system odprowadzający wodę do zlokalizowanych na poziomie gruntu zbiorników. Woda ta wykorzystywana jest do podlewania murawy i obsługi wszystkich sanitariatów na terenie obiektu.
Wokół stadionu została zbudowana szeroka platforma (esplanada) o powierzchni 52 753 m², która prowadzi z południa od strony ul. Lotniczej i z północy od ul. Królewieckiej. Pod platformą znajdują się miejsca parkingowe oraz pomieszczenia techniczne. Platforma wzbija się z poziomu terenu na poziom pierwszej promenady stadionu, czyli na 5,44 m. Tam znajdują się wejścia na poszczególne sektory. Od poziomu terenu do górnej krawędzi dachu, stadion ma wysokość 39,33 m.  Przy stadionie znajduje się 4-poziomowy parking dla aut osobowych.
Stadion wyposażony jest w dwa telebimy, każdy o wymiarach 12,8 × 7,68 m (98,304 m² powierzchni).
Łączna moc głośników wynosi 372 tys. watów.

## Pojemność
Wszystkie miejsca są siedzące, numerowane i zadaszone. Pojemność stadionu wynosi 42 771 osób, w tym 102 miejsca dla niepełnosprawnych (i drugie 102 dla osób im towarzyszących) i miejsca VIP (2130 miejsc).
Wielofunkcyjne i przeszklone loże i incentive boksy są dostępne na trybunach wschodniej i zachodniej stadionu. Każde z nich ma wyjście na taras o szerokości ok. 2,5 m z widokiem na murawę. W zależności od rodzaju, mieszczą 13 lub 26 osób, ale można je łączyć. Do każdej loży i incentive boksu są przypisane również miejsca VIP na trybunie, w bezpośrednim sąsiedztwie tarasu.
W barach stadionowych znajdują się specjalne, niższe blaty, aby osoby na wózkach nie miały kłopotów ze zjedzeniem posiłku. Jest także 50 stanowisk dla osób, które mają problemy ze wzrokiem. Dla osób niedosłyszących są również słuchawki do odbioru profesjonalnego komentarza.
Sektor dla kibiców gości znajduje się w południowo-wschodnim narożniku, oznaczony jako X ma pojemność 3439 miejsc.
Stadion spełnia wszelkie wymogi obiektu najwyższej, czyli czwartej kategorii UEFA.
Dostawcą wszystkich siedzisk jest polska marka Forum Seating należąca do krośnieńskiej Grupy Nowy Styl.
Sam stadion udostępniony jest do zwiedzania.

## Infrastruktura dodatkowa
Na stadionie i esplanadzie zlokalizowano także sale konferencyjne i bankietowe, biura, siłownię, zadaszony tor gokartowy, tor wrotkarsko-deskorolkowy, stanowisko do skoków dream jump oraz slackline, a zimą lodowisko.

## Położenie
Stadion znajduje się we Wrocławiu na terenie administracyjnie należącym do osiedla Pilczyce w byłej dzielnicy Fabryczna, między ul. Lotniczą, Królewiecką i aleją Śląską. W pobliżu wschodniej strony stadionu przepływa rzeka Ślęza, bezpośrednio za którą położony jest Park Pilczycki. Przy zachodniej stronie przebiegają aleja Śląska i A8 – Autostradowa Obwodnica Wrocławia (AOW), za którą znajduje się Kąpielisko Glinianki, przy stronie południowej droga krajowa nr 94, natomiast 1700 m na północ od stadionu przepływa rzeka Odra.
Odległości w linii prostej:
- od dworca głównego PKP i PKS: 8 km
- od lotniska: 5 km
- od rynku: 7 km
- od najbliższego hotelu (Ibis Budget): 300 m

## Komunikacja
Do stadionu dojechać można komunikacją miejską – tramwajami oraz autobusami. Przy południowej stronie stadionu wybudowano węzeł komunikacyjny, w którym znajduje się stacja kolejowa Wrocław Stadion. Dwutorowa linia kolejowa przebiega na poziomie zero, zaś na poziomie pierwszym poprowadzona jest linia tramwajowa, która łączy Leśnicę z centrum miasta. Węzeł jest również dostępny dla ruchu kołowego. Znajdują się tu parking dla samochodów, przystanek dla miejskich autobusów, ścieżki rowerowe oraz parking dla rowerzystów. Obok znajduje się węzeł autostradowy Wrocław Stadion łączący autostradę A8 z drogą krajową 94 i parkingami przy stadionie. 

## Kalendarium
- 2007
  - 20 października – ogłoszono wynik konkursu na opracowanie koncepcji architektoniczno-urbanistycznej stadionu.
- 2008
  - 18 sierpnia – wydana została decyzja o ustaleniu lokalizacji.
  - 12 września – rozpoczęły się prace przygotowujące teren do inwestycji.
  - 19 września – zatwierdzono projekt budowlany i udzielono pozwolenia na budowę.
  - 19 grudnia – zostały otwarte oferty na generalnego wykonawcę. Złożyły je 3 konsorcja:
    - Mostostal Warszawa S.A., Polska; J&P Avax S.A., Grecja; Wrocławskie Przedsiębiorstwo Budownictwa Przemysłowego nr 2 „Wrobis” S.A., Polska; Modern Construction Design Sp. z o.o., Polska.
    - Alpine Bau Deutschland AG, Niemcy; Alpine BAU GmbH, Austria; Alpine Construction Polska Sp. z o.o., Polska; Hydrobudowa Polska S.A., Polska; PBG S.A., Polska.
    - Max Bögl Polska Sp. z o.o., Polska; Max Bögl Bauunternehmung GmbH & Co.KG, Niemcy; Budimex Dromex S.A., Polska.

  - 23 grudnia – podpisano protokół odbioru terenu po pracach przygotowawczych, które wykonało konsorcjum firm Wakoz Sp. z o.o. i Energopol Szczecin S.A.

- 2009
  - 20 stycznia – ogłoszono zwycięzcę przetargu. Zostało nim konsorcjum z Mostostalem Warszawa S.A. na czele.
  - 14 kwietnia – podpisano umowę budowlaną ze zwycięskim konsorcjum i rozpoczęła się budowa.
  - 5 czerwca – wmurowano „kamień węgielny”.
  - 30 grudnia – w związku z ponad 4-miesięcznym opóźnieniem w stosunku do harmonogramu budowy, miasto Wrocław zerwało umowę z konsorcjum budującym stadion[16].

- 2010
  - 16 stycznia – Spółka Wrocław 2012 podpisała umowę z firmą Max Bögl na „Kontynuowanie budowy nowego stadionu we Wrocławiu z wykonaniem projektów wykonawczych”. Firma zobowiązała się do wybudowania stadionu do 30 czerwca 2011 za kwotę 655 mln zł brutto. Nowego wykonawcę wybrano w procedurze zamówienia z wolnej ręki.
  - 8 lutego – podpisano umowę z operatorem stadionu, firmą SMG, która będzie nim zarządzać i utrzymywać w dobrym stanie technicznym przez 12 lat.
  - 9 czerwca – rozpoczęto montaż rygli zębatych pod prefabrykaty trybun[17].
  - 7 października – ruszył montaż konstrukcji stalowej dachu[18].
  - 21 października – zakończenie montażu rygli zębatych[19].
  - 17 listopada – podpisano pierwszą umowę na wynajem powierzchni biurowej stadionu. Najemcą jest Dolnośląski Związek Piłki Nożnej.
  - 23 grudnia – ukończono konstrukcję żelbetową stadionu[20].
- 2011
  - 29 stycznia – zamontowano pierwszy płat membrany stanowiącej elewację stadionu[21].
  - 12 sierpnia – złożono wniosek o pozwolenie na użytkowanie obiektu.
  - 1 września – formalne zakończenie budowy stadionu[22]
  - 8 września – oddanie stadionu do użytku (warunkowe dopuszczenie przez nadzór budowlany)[23]
  - 10 września – pierwsza impreza – walka bokserska Tomasz Adamek – Witalij Kłyczko o mistrzostwo świata federacji WBC w wadze ciężkiej.
  - 17 września – koncert George’a Michela z udziałem Orkiestry Symfonicznej Filharmonii Wrocławskiej.
  - 1 października – Monster Jam (zawody Monster trucków).
  - 10 października – Śląsk Wrocław podpisał z miejską spółką, 5-letnią umowę na korzystanie ze stadionu.
  - 28 października – pierwszy mecz piłkarski – spotkanie ligowe Śląsk Wrocław – Lechia Gdańsk[24]
  - 11 listopada – pierwszy mecz reprezentacji: Polska – Włochy
- 2012
  - 8 lutego – spółka Wrocław 2012 przejmuje obowiązki zarządzania Stadionem Wrocław od amerykańskiej firmy SMG[25].
  - 26 kwietnia – zostało wydane bezterminowe pozwolenie na użytkowanie stadionu[26]
  - 7 lipca – koncert grupy Queen + Adam Lambert.
- 2014
  - 15 stycznia – oddano do użytku lądowisko Wrocław-Stadion Miejski
  - 5 czerwca – koncert zespołu Linkin Park
  - 22 czerwca – festiwal Wromantic (James Blunt, Alphaville, James Arthur)
- 2016
  - 18 czerwca – widowisko operowo-taneczne Hiszpańska noc z Carmen – zarzuela show w ramach obchodów Europejskiej Stolicy Kultury 2016
  - 3 lipca – koncert zespołu Iron Maiden
  - 27 sierpnia – festiwal Capital Of Rock (Rammstein, Limp Bizkit, Gojira, RED, OCN)
- 2017 
  - 14 czerwca – Wrocław w rytmie Disco
  - 20 lipca – otwarcie The World Games
- 2018 
  - 27 maja – Dzień Dziecka na Stadionie Wrocław
  - 29 czerwca – 1 lipca – The Event Raceism.com – zlot samochodów tuningowanych
  - 13 lipca – Music Power Explosion
- 2019
  - 26 maja – Dzień Dziecka na Stadionie Wrocław
  - 30 maja – 2 czerwca – Odnowienie Festiwal z udziałem Nicka Vujicica
  - 7 – 9 czerwca – Wrocławski Festiwal Dobrego Piwa
  - 24 czerwca – koncert Kings of Leon
  - 29 czerwca – 1 lipca – The Event Raceism.com – zlot samochodów tuningowanych
  - 19 – 20 października Finał Ligi Runmageddonu[27]
- 2020
  - 25 maja – Wybory Rektora Uniwersytetu Wrocławskiego
- 2025
  - 28 maja – finał Ligi Konferencji UEFA[28]

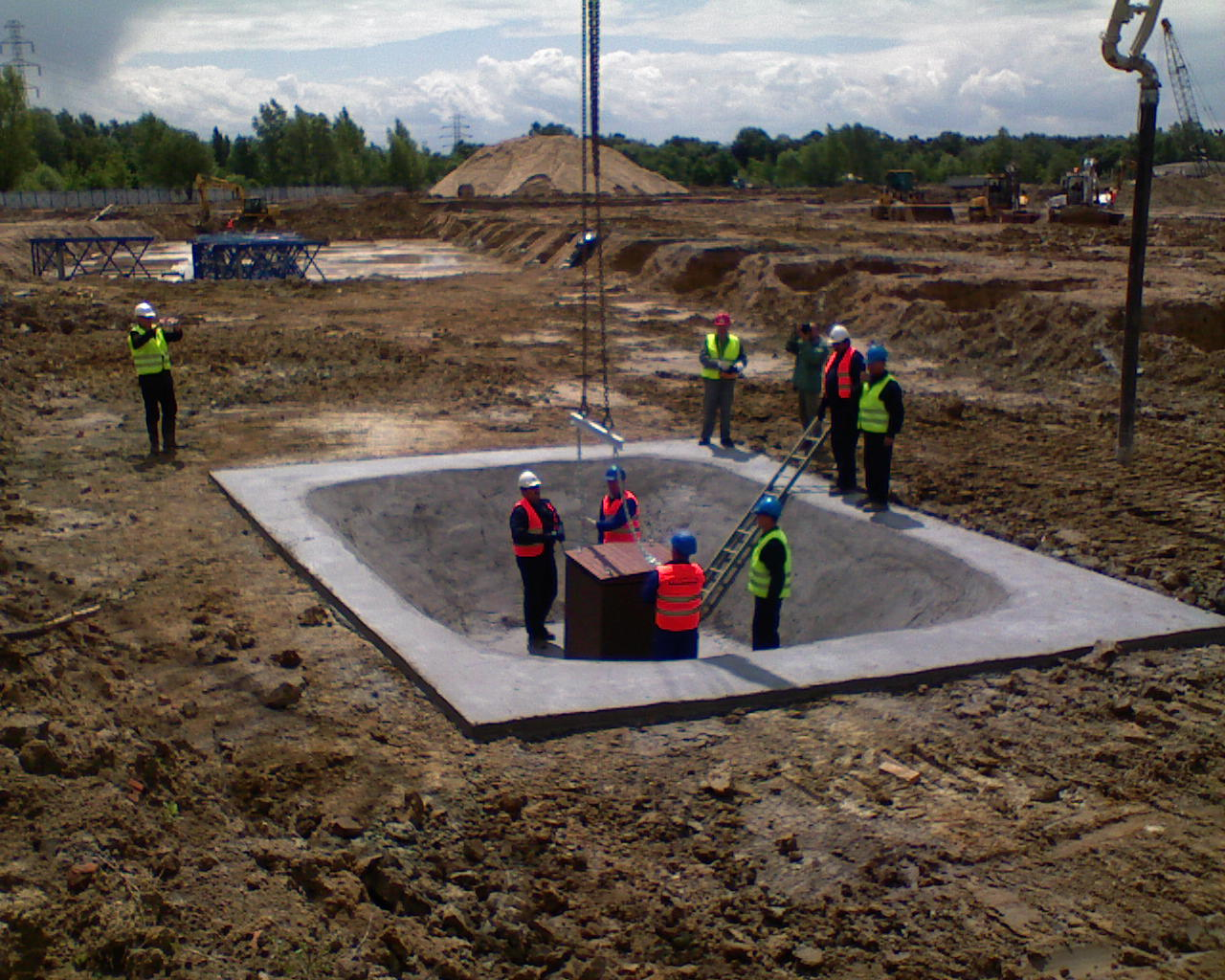
Wmurowanie kamienia węgielnego

## Mecze Euro 2012
| Nr | Rodzaj rozgrywek | Data spotkania  | Drużyna 1 | Wynik | Drużyna 2 | Strzelcy bramek                                                                         | Sędzia          | Frekwencja |
| -- | ---------------- | --------------- | --------- | ----- | --------- | --------------------------------------------------------------------------------------- | --------------- | ---------- |
| 1  | ME 2012 Grupa A  | 8 czerwca 2012  | Rosja     | 4:1   | Czechy    | Ałan Dzagojew (15, 79), Roman Szyrokow (24), Roman Pawluczenko (82) – Václav Pilař (52) | Howard Webb     | 41 tys.    |
| 2  | ME 2012 Grupa A  | 12 czerwca 2012 | Grecja    | 1:2   | Czechy    | Theofanis Gekas (53) – Petr Jiráček (3), Václav Pilař (6)                               | Stéphane Lannoy | 41 105     |
| 3  | ME 2012 Grupa A  | 16 czerwca 2012 | Czechy    | 1:0   | Polska    | Petr Jiráček (72)                                                                       | Craig Thomson   | 41 480     |

## Mecze reprezentacji Polski
Najwięcej goli dla reprezentacji Polski strzelił na stadionie Kamil Grosicki (3).
| Rodzaj rozgrywek                                          | Data spotkania       | Rywal Reprezentacji Polski | Wynik meczu | Strzelcy bramek                                                                                         | Frekwencja |
| --------------------------------------------------------- | -------------------- | -------------------------- | ----------- | --- | ---------- |
| Mecz towarzyski                                           | 11 listopada 2011    | Włochy                     | 0:2 (0:1)   | Mario Balotelli (30), Giampaolo Pazzini (60)                                                            | 42 716     |
| Mistrzostwa Europy w Piłce Nożnej 2012, Grupa A           | 16 czerwca 2012      | Czechy                     | 0:1 (0:0)   | Petr Jiráček (72)                                                                                       | 41 480     |
| Eliminacje Mistrzostw Świata w Piłce Nożnej 2014, Grupa 8 | 11 września 2012     | Mołdawia                   | 2:0 (1:0)   | Jakub Błaszczykowski (33 k.), Jakub Wawrzyniak (81)                                                     | 26 145     |
| Mecz towarzyski                                           | 15 listopada 2013    | Słowacja                   | 0:2 (0:2)   | Juraj Kucka (31), Róbert Mak (39)                                                                       | 40 605     |
| Mecz towarzyski                                           | 18 listopada 2014    | Szwajcaria                 | 2:2 (1:1)   | Artur Jędrzejczyk (45), Arkadiusz Milik (61) – Josip Drmić (4), Fabian Frei (87)                        | 40 133     |
| Mecz towarzyski                                           | 17 listopada 2015    | Czechy                     | 3:1 (2:1)   | Arkadiusz Milik (3), Tomasz Jodłowiec (12), Kamil Grosicki (71) – Ladislav Krejci (41)                  | 40 793     |
| Mecz towarzyski                                           | 26 marca 2016        | Finlandia                  | 5:0 (3:0)   | Kamil Grosicki (18), Paweł Wszołek (20), Filip Starzyński (32), Paweł Wszołek (66), Kamil Grosicki (85) | 45 105     |
| Mecz towarzyski                                           | 14 listopada 2016    | Słowenia                   | 1:1 (0:1)   | Łukasz Teodorczyk (79) – Miha Mevlja (24)                                                               | 40 119     |
| Mecz towarzyski                                           | 23 marca 2018        | Nigeria                    | 0:1 (0:0)   | Victor Moses (61 k.)                                                                                    | 41 208     |
| Mecz towarzyski                                           | 11 września 2018     | Irlandia                   | 1:1 (0:0)   | Mateusz Klich (87) – Aiden O'Brien (53)                                                                 | 25 455     |
| Liga Narodów UEFA 2020/21, Dywizja A, Grupa 1             | 14 października 2020 | Bośnia i Hercegowina       | 3:0 (2:0)   | Robert Lewandowski 2 (40, 52), Karol Linetty (45)                                                       | 10 000     |
| Mecz towarzyski                                           | 1 czerwca 2021       | Rosja                      | 1:1 (1:1)   | Jakub Świerczok (4) – Wiaczesław Karawajew (21)                                                         | 19 257     |
| Liga Narodów UEFA 2022/23, Dywizja A, Grupa 3             | 1 czerwca 2022       | Walia                      | 2:1 (0:0)   | Jakub Kamiński (72), Karol Świderski (85) – Jonathan Williams (52)                                      | 35 214     |

## Mecze innych reprezentacji
| Nr | Rodzaj rozgrywek                                        | Data spotkania       | Zespół 1 | Zespół 2 | Wynik meczu | Strzelcy bramek                                                      | Frekwencja |
| -- | ------------------------------------------------------- | -------------------- | -------- | -------- | ----------- | -------------------------------------------------------------------- | ---------- |
| 1  | Mecz towarzyski                                         | 16 października 2012 | Japonia  | Brazylia | 0:4 (0:2)   | Paulinho (12), Neymar 2 (26 k., 48), Kaká (76)                       | 30 000     |
| 2  | Mistrzostwa Europy w Piłce Nożnej 2024 (eliminacje)     | 9 września 2023      | Ukraina  | Anglia   | 1:1 (1:1)   | Ołeksandr Zinczenko (26) – Kyle Walker (41)                          | 39 000     |
| 3  | Eliminacje Mistrzostw Europy w Piłce Nożnej 2024/Baraże | 26 marca 2024        | Ukraina  | Islandia | 2:1 (0:1)   | Albert Guðmundsson (30) – Wiktor Cyhankow (54), Mychajło Mudryk (84) | 29 310     |
| 4  | Liga Narodów UEFA 2024/2025 (Liga B)                    | 14 października 2024 | Ukraina  | Czechy   | 1:1 (0:1)   | Lukáš Červ (18) - Artem Dowbyk (52 k.)                               | 14 734     |
| 5  | Mistrzostwa Świata w Piłce Nożnej 2026 (eliminacje)     | 5 września 2025      | Ukraina  | Francja  |             |                                                                      |            |

## Mecze Śląska Wrocław rozegrane w europejskich pucharach
| Nr | Rodzaj rozgrywek                      | Data spotkania   | Rywal Śląska Wrocław   | Wynik meczu | Strzelcy bramek | Frekwencja |
| -- | ------------------------------------- | ---------------- | ---------------------- | ----------- | --- | ---------- |
| 1  | II runda el. Ligi Mistrzów            | 25 lipca 2012    | FK Budućnost Podgorica | 0:1         | Nikola Vukčević | 18 222     |
| 2  | III runda el. Ligi Mistrzów           | 1 sierpnia 2012  | Helsingborgs IF        | 0:3         | Alfreð Finnbogason, Christoffer Andersson, Daniel Nordmark                                                                           | 13 522     |
| 3  | IV runda el. Ligi Europy              | 23 sierpnia 2012 | Hannover 96            | 3:5         | Tomasz Jodłowiec, Sylwester Patejuk, Przemysław Kaźmierczak – Leon Andreasen (x2), Jan Schlaudraff, Lars Stindl, Manuel Schmiedebach | 13 644     |
| 4  | II runda el. Ligi Europy              | 18 lipca 2013    | Rudar Pljevlja         | 4:0         | Marco Paixão (x2), Waldemar Sobota, Sebino Plaku                                                                                     | 14 797     |
| 5  | III runda el. Ligi Europy             | 1 sierpnia 2013  | Club Brugge            | 1:0         | Sebino Plaku | 17 134     |
| 6  | IV runda el. Ligi Europy              | 29 sierpnia 2013 | Sevilla FC             | 0:5         | Ivan Rakitić, Carlos Bacca (x2), Jairo Samperio, Diego Perotti                                                                       | 41 955     |
| 7  | I runda el. Ligi Europy               | 9 lipca 2015     | NK Celje               | 3:1         | Krzysztof Ostrowski, Jacek Kiełb (x2) – Ivan Firer                                                                                   | 12 364     |
| 8  | II runda el. Ligi Europy              | 16 lipca 2015    | IFK Göteborg           | 0:0         | – | 16 978     |
| 9  | I runda el. Liga Konferencji Europy   | 15 lipca 2021    | Paide Linnameeskond    | 2:0         | Patryk Janasik, Victor García | 10 657     |
| 10 | II runda el. Liga Konferencji Europy  | 29 lipca 2021    | Ararat Erywań          | 3:3         | Róbert Pich (x2), Szymon Lewkot – Mory Koné (x2), Yacouba Silue                                                                      | 10 245     |
| 11 | III runda el. Liga Konferencji Europy | 5 sierpnia 2021  | Hapoel Beer Szewa      | 2:1         | Erik Expósito, Róbert Pich – Mariano Bareiro                                                                                         | 11 609     |
| 12 | II runda el. Liga Konferencji Europy  | 1 sierpnia 2024  | Riga FC                | 3:1         | Nahuel Leiva (x2), Simeon Petrow – Hrvoje Babec                                                                                      | 20 723     |
| 13 | III runda el. Liga Konferencji Europy | 15 sierpnia 2024 | FC St. Gallen          | 3:2         | Petr Schwarz, Piotr Samiec-Talar, Aleks Petkow – Bastien Toma, Willem Geubbels                                                       | 18 053     |

## Nagrody
- Nagroda „Orły Rozrywki” – Laureat Konkursu Wybór Klienta (2019), (2020), (2021)[29]
- Nagroda „Złote Orły Rozrywki” (2019), (2020), (2021)[29]